# Erhard Theodor Astler
Erhard Theodor Astler (* 25. Juli 1914 in Böhmisch Leipa; † 18. Oktober 1998 in Isny im Allgäu) war ein deutscher Maler, Grafiker und Zeichner.

## Leben
Erhard Th. Astler aus Leipa studierte Glasmalerei an der Staatlichen Glasfachschule Haida und Grafik bei Heinrich Hönich an der Akademie der Bildenden Künste Prag. 
In der Zeit des Nationalsozialismus war Astler Mitglied der Reichskammer der bildenden Künste, und er beteiligte sich an Ausstellungen. Er wurde im Zweiten Weltkrieg zum Kriegsdienst herangezogen und verletzte sich bei einem Flugzeugabsturz 1942 schwer an den Armen.
1943 kehrte er nach Prag zurück, wo er 1944 Lehrbeauftragter an der Kunstgewerbeschule und als Vertragsprofessor Leiter der Spezialschule für angewandte Malerei wurde. 1947 zog er aus der wiedererrichteten Tschechoslowakischen Republik ins fränkische Kitzingen, wo er als freischaffender Künstler tätig war und nebenbei in Würzburg an der Volkshochschule Kurse gab. In diesem Zeitraum wurde er Mitglied der Künstlergilde Esslingen. 1950 erhielt er an die Staatliche Glasfachschule (Erwin-Stein-Glasfachschule) in Hadamar einen Lehrauftrag. Aufträge hatte er auch in Mittelamerika (1974) und in den USA (1978) erhalten. Er lebte bis 1980 in Limburg an der Lahn. Danach zog er nach Isny im Allgäu.
Werke von ihm befinden sich in der Nationalgalerie Prag, in der Sammlung der Glasgower McLellan Galleries, im Regensburger Kunstforum Ostdeutsche Galerie und im Hessischen Kultusministerium. Werke Astlers werden noch heute in Form von Erinnerungsausstellungen gezeigt. Im Bensemann-Verlag ist eine dreisprachige Monografie und Kunstmappe von Astler erschienen.

## Ausstellungen

### Einzelausstellungen
- 1939: Palais Waldstein, Prag
- 1948: Kitzingen
- 1955: Villaggio Magico, Cefalù
- 1955: Palazzo Venezia, Rom
- 1968: Galerie Wagner, Frankfurt am Main
- 1971: Haus der Heimat, Iserlohn
- 1972: Verwaltung Krauss-Maffei, München
- 1972: Stadthalle Neuss, Düsseldorf
- 1973: Konstsalong, Tylösand
- 1973: Rathaus, Erbach (Odenwald)
- 1974: Gebäude der Lastenausgleichsbank, Bonn
- 1974: Schloss Lautrach, Lautrach
- 1975: Nassau (Bahamas)
- 1977: Dietzenbach
- 1980: Walderdorffer Hof, Limburg an der Lahn

### Gruppenausstellungen
- 1939: Hannover („107. Große Frühjahrsausstellung“ des Kunstvereins Hannover)
- 1939: Hannover, Künstlerhaus („Herbstausstellung Hannoverscher Künstler“)

- 1939: Große Deutsche Kunstausstellung, München
- 1940: Große Deutsche Kunstausstellung, München
- 1944: Große Deutsche Kunstausstellung, München
- 1978: Société du Salon d’Automne, Paris
- 1983: Gotische Halle, Isny

## Auszeichnungen
- 1936: 2. Preis, Akademie der Bildenden Künste Prag
- 1937: 1. Preis, Akademie der Bildenden Künste Prag
- 1944: Albrecht-Dürer-Preis, Stadt Nürnberg
- 1970: Goldmedaille, VdK Bundes-Kunstpreis
- 1971: Sudetendeutscher Kulturpreis für bildende Kunst und Architektur für Malerei, Nürnberg